# Rallye de Suède 1981
Le Rallye de Suède 1981 (31st International Swedish Rally), disputé du 13 au 15 février 1981, est la quatre-vingt-neuvième manche du championnat du monde des rallyes (WRC) courue depuis 1973, et la deuxième manche du championnat du monde des conducteurs de rallyes 1981. L'épreuve est également la cinquième manche du championnat d'Europe des rallyes, mais, pour la seconde fois depuis 1973, a été évincée du championnat du monde des marques.

## Contexte avant la course

### Le championnat du monde
Ayant succédé en 1973 au championnat international des marques (en vigueur de 1970 à 1972), le championnat du monde des rallyes se dispute sur une douzaine de manches, dont les plus célèbres épreuves routières internationales, telles le Rallye Monte-Carlo, le Safari ou le RAC Rally. Parallèlement au championnat des constructeurs, la Commission Sportive Internationale (CSI) a depuis 1979 créé un véritable championnat des pilotes qui fait suite à la controversée Coupe des conducteurs instaurée en 1977, dont le calendrier incluait des épreuves de second plan. Pour la saison 1981, la CSI a une nouvelle fois exclu la manche suédoise du championnat constructeurs, cette épreuve comptant uniquement pour le classement des pilotes, tout comme le Rallye du Brésil promu cette année au rang mondial. Huit des douze manches du calendrier se disputent en Europe, deux en Afrique et deux en Amérique du Sud. Elles sont réservées aux voitures des catégories suivantes :
- Groupe 1 : voitures de tourisme de série
- Groupe 2 : voitures de tourisme spéciales
- Groupe 3 : voitures de grand tourisme de série
- Groupe 4 : voitures de grand tourisme spéciales

Fiat a dominé la saison 1980, remportant un troisième titre mondial avec sa 131 Abarth. Principal artisan de ce succès grâce à ses quatre victoires, Walter Röhrl a remporté le titre pilotes ; cependant, le pilote allemand, qui devait piloter pour Mercedes-Benz en 1981, ne sera pas en mesure de défendre son titre, le constructeur de Stuttgart ayant brutalement renoncé à la compétition automobile.
L'année a débuté avec l’apparition d'un nouveau concept dans le monde du rallye : pour la première fois, une GT adopte la transmission intégrale ; débutant en championnat au dernier Rallye Monte-Carlo, l'Audi Quattro a nettement dominé le début de course aux mains d'Hannu Mikkola, avant qu'une erreur du pilote finlandais ne lui coûte la victoire.

### L'épreuve
Succédant au Rallye du Soleil de Minuit jusqu'alors disputé en juin, le Rallye de Suède est depuis 1966 une des plus difficiles épreuves hivernales. Disputé presque intégralement sur neige ou sur glace, il se court dans la région du Värmland. Jusqu'en 1976 son parcours était tenu secret, mais depuis les reconnaissances y sont permises durant les deux semaines précédant la course. À ce jour, seuls les pilotes suédois s'y sont imposés, Björn Waldegård et Stig Blomqvist y détenant le record de victoires (cinq succès chacun).

## Le parcours
- départ : 13 février 1981 de Karlstad
- arrivée : 15 février 1981 à Karlstad

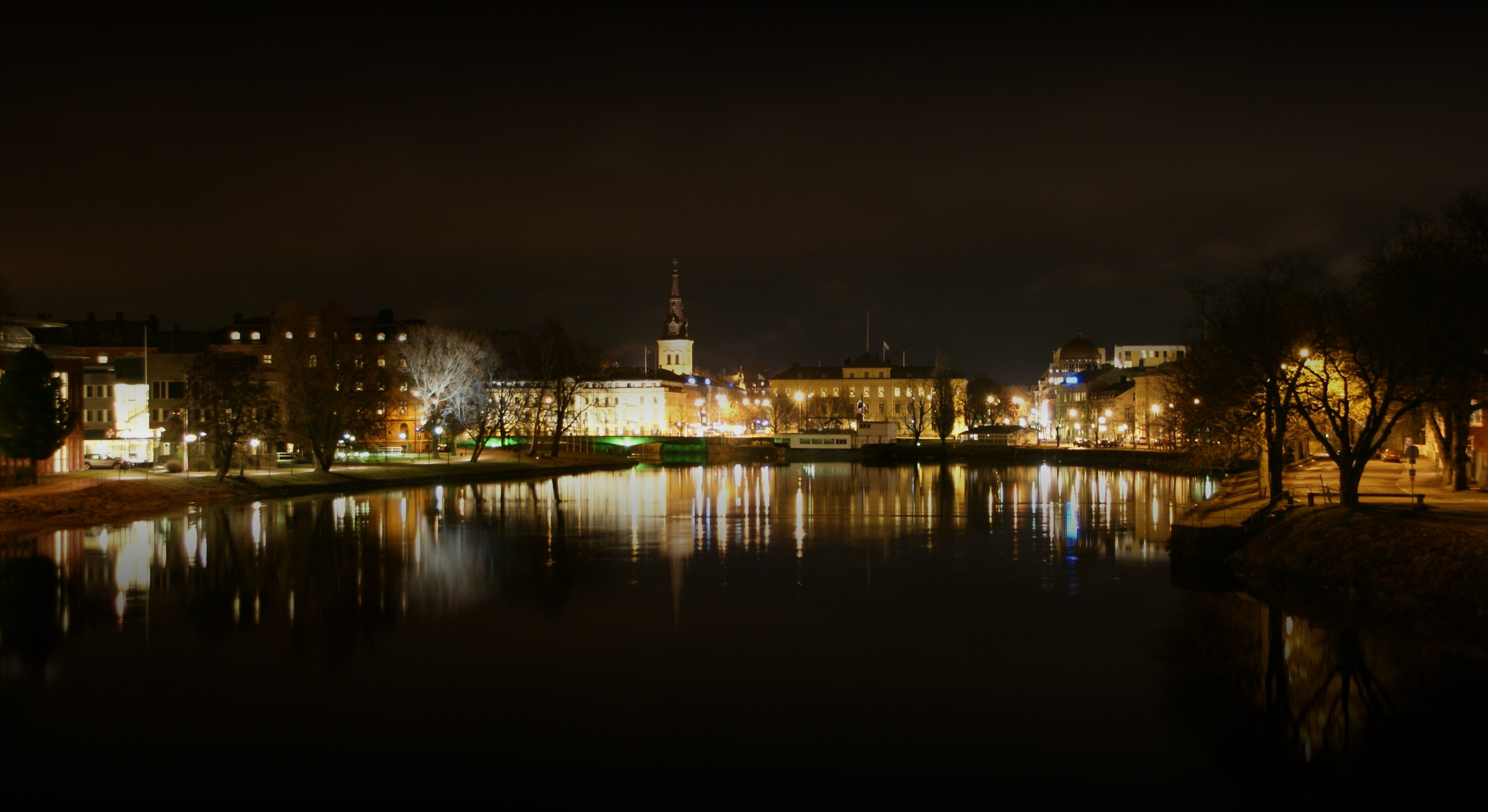
La ville de Karlstad, point central du rallye de Suède.

- distance : 1368 km dont 368,7 km sur 25 épreuves spéciales
- surface : neige et glace
- Parcours divisé en trois étapes[3]

### Première étape
- Karlstad - Karlstad, 421 km, le 13 février
- 7 épreuves spéciales, 102,1 km

### Deuxième étape
- Karlstad - Karlstad, 564 km, le 14 février
- 12 épreuves spéciales, 159,8 km

### Troisième étape
- Karlstad - Karlstad, 383 km, le 15 février
- 6 épreuves spéciales, 106,8 km

## Les forces en présence
- Ford

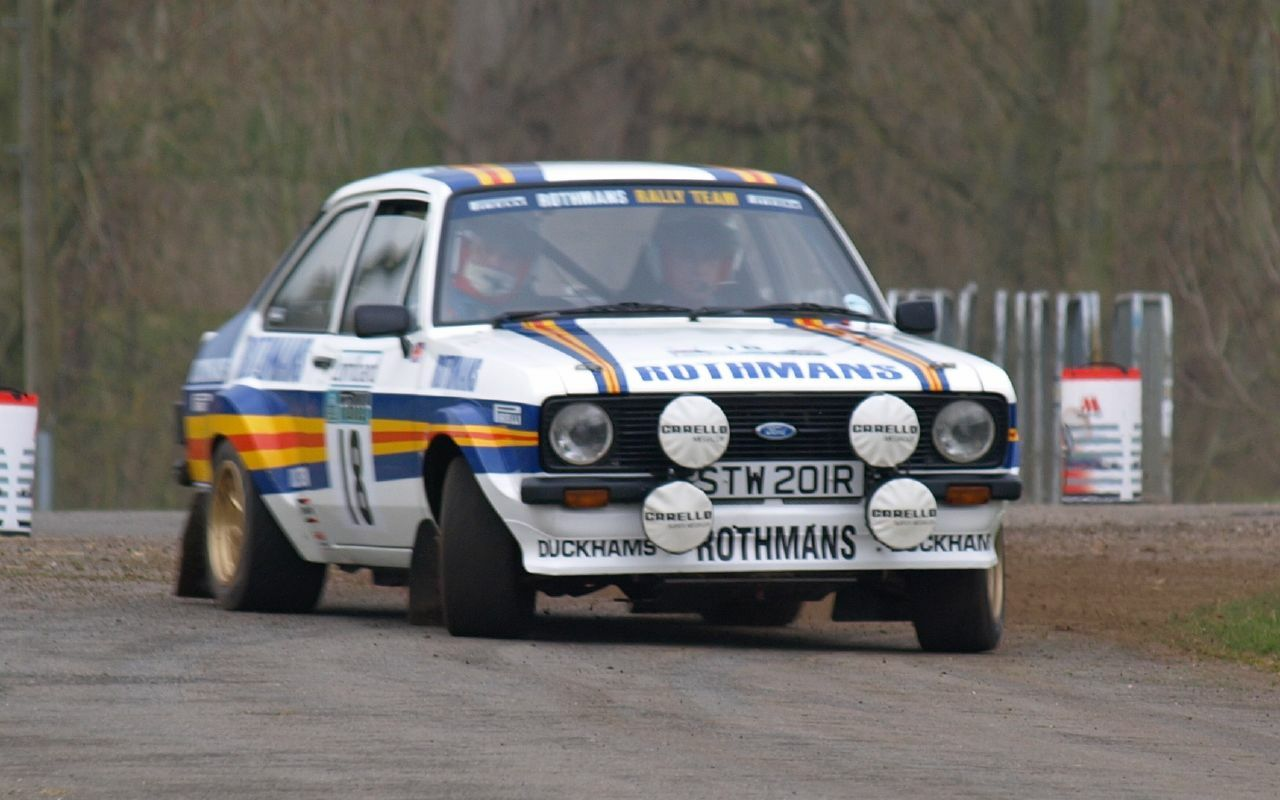
Rothmans a engagé deux Escort RS1800 groupe 4 (ici lors d'une course historique).

L'équipe Rothmans a engagé deux Escort RS1800 groupe 4 (1000 kg, moteur deux litres alimenté par carburateurs, 260 chevaux) pour Ari Vatanen et Pentti Airikkala. Ces voitures ont été préparées chez David Sutton et utilisent des pneus Pirelli. Bror Danielsson dispose d'un modèle identique sous les couleurs du Publimmo Racing, ainsi que Lasse Lampi engagé à titre privé. La marque est également présente en groupe 2, avec notamment l'Escort RS de Kyösti Hämäläinen.
- Opel

Dernier vainqueur en date, Anders Kulläng pilote une Ascona 400 groupe 4 engagée par Publimmo Racing. Björn Johansson dispose quant à lui de l'Ascona 400 alignée par 'Opel Team Sweden'. Ces voitures de 1050 kg sont motorisées par un quatre cylindres de 2420 cm3 développé chez Cosworth, délivrant 240 chevaux. Elles utilisent des pneus Thorsell.
- Audi

Audi Motorsport engage une seule Quattro groupe 4, confiée à Hannu Mikkola. Ce coupé à transmission intégrale pèse environ 1100 kg et est équipé d'un moteur cinq cylindres de 2144 cm3 à injection directe, suralimenté par un turbocompresseur KKK. Sa puissance est de l'ordre de 300 chevaux à 6300 tr/min. Audi utilise habituellement des pneus Kléber, mais le manufacturier ne dispose pas de pneus spéciaux pour cette épreuve spécifique, aussi la marque fait-elle appel pour la circonstance à des fournisseurs finlandais.
- Saab

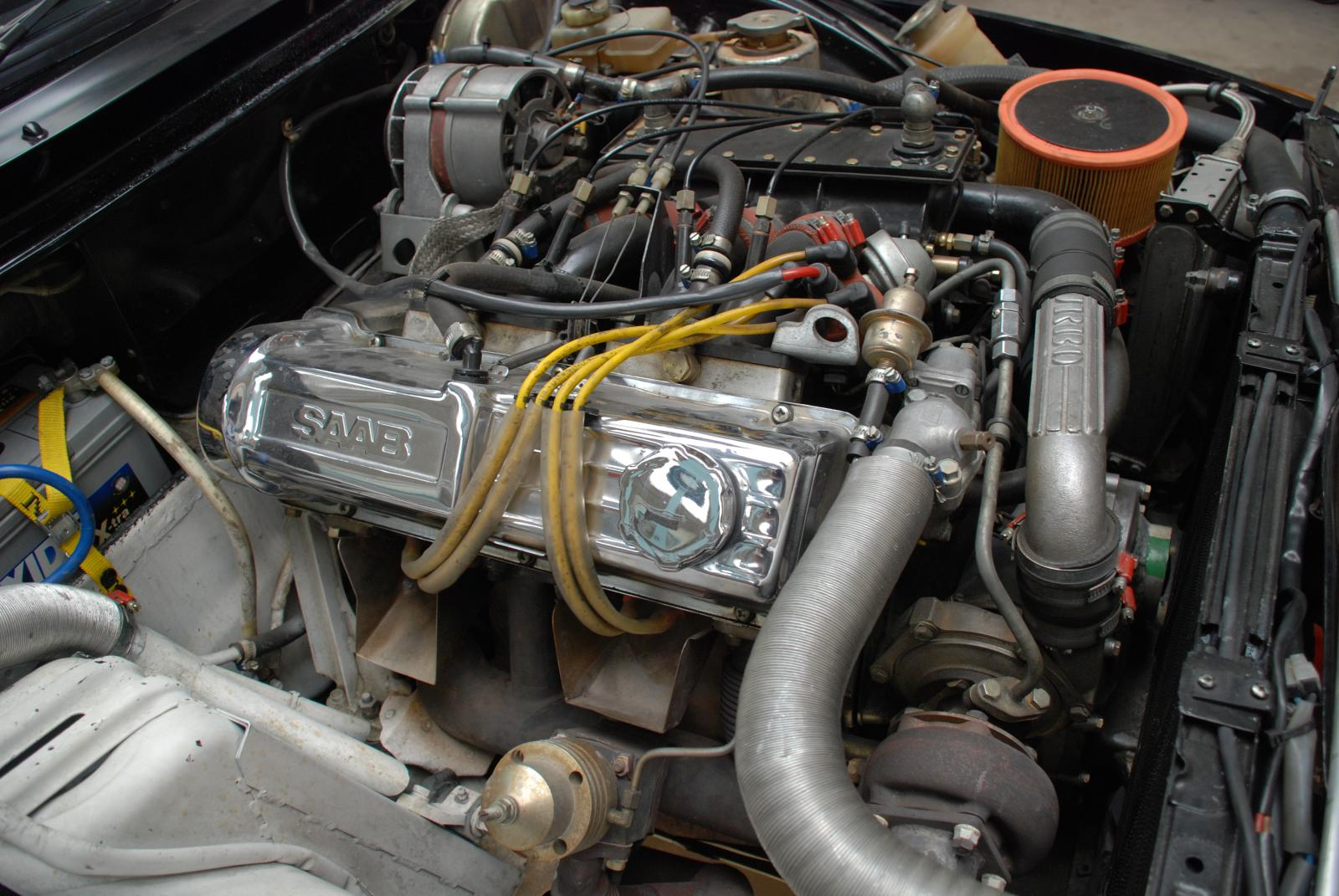
Le moteur de la Saab 99 turbo groupe 2 développe 270 chevaux.

Stig Blomqvist dispose d'une 99 turbo groupe 2 'usine', mais le service compétition du constructeur suédois a mis en sommeil son programme rallye et la voiture est engagée par le Publimmo Racing. Pesant 1080 kg, la 99 turbo est équipée d'un moteur quatre cylindres de deux litres, suralimenté par un turbocompresseur Garrett, d'une puissance de l'ordre de 270 chevaux à 6000 tr/min. Elle est chaussée de pneus Kométa. Kalle Grundel a personnellement engagé un modèle identique, tandis qu'Ola Strömberg pilote une 99 EMS groupe 2 sous les couleurs Clarion.
- BMW

Comme l'année précédente, Ingvar Carlsson a engagé sa BMW 320i groupe 2, sous les couleurs Publimmo.
- Porsche

Avec l'aide de Publimmo, Per Eklund s'aligne sur sa Porsche 911 SC groupe 4, une voiture dont le poids dépasse 1100 kg, animée par un moteur six cylindres de trois litres monté en porte-à-faux arrière, d'une puissance de 300 chevaux.
- Talbot

Henri Toivonen était initialement engagé sur une Sunbeam Lotus groupe 2, mais l'équipe britannique a finalement déclaré forfait, n'ayant pas disposé de suffisamment de temps pour préparer une voiture pour cette épreuve.

## Déroulement de la course

### Première étape

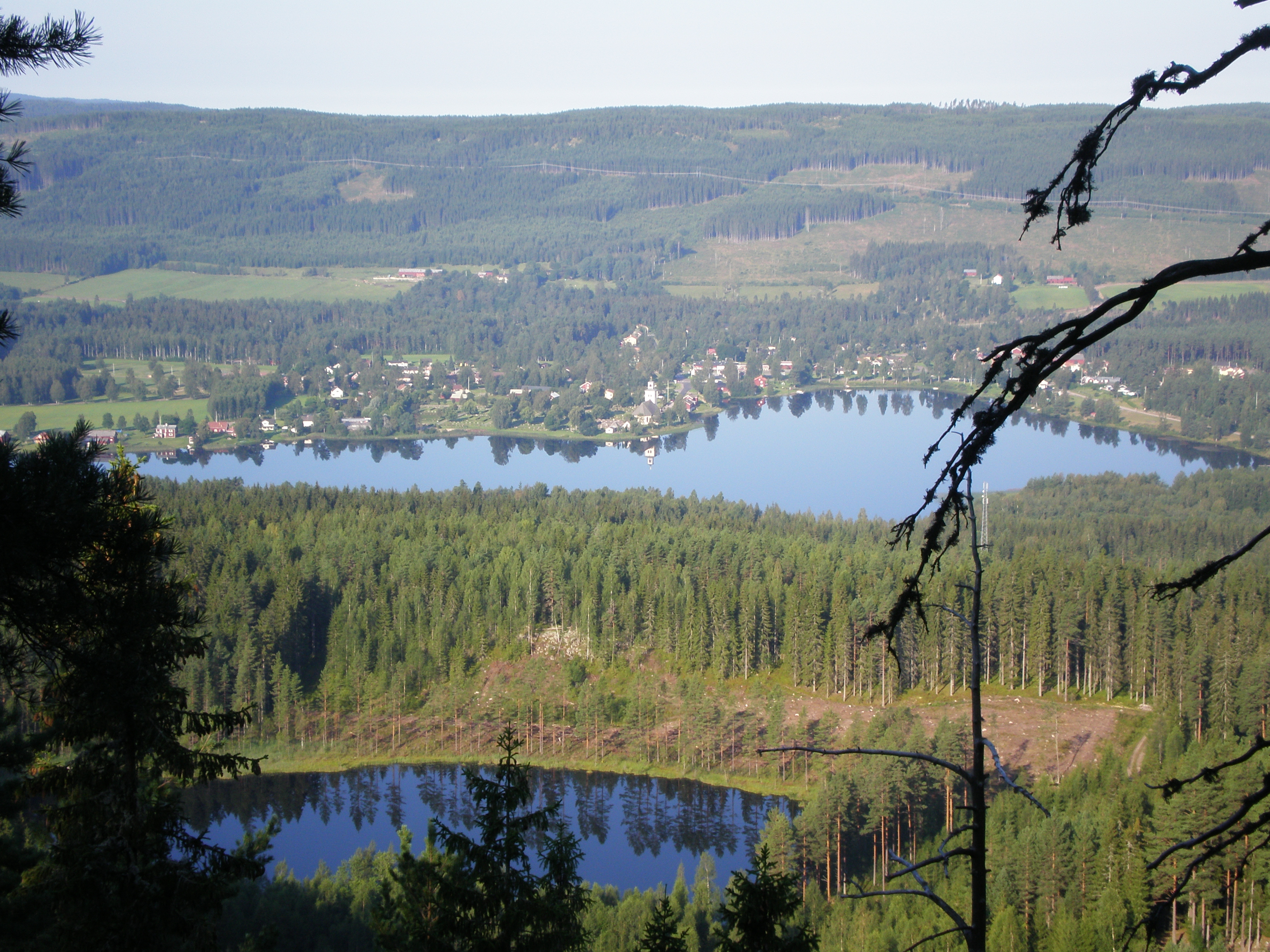
Gräsmark, sur le parcours de la première étape.

Les 116 équipages s'élancent de Karlstad le vendredi midi. La neige est peu abondante et les routes sont recouvertes de glace. Sans ces conditions, Hannu Mikkola domine d'emblée au volant de son Audi Quattro, dominant les quatre premières épreuves spéciales au terme desquelles il compte déjà 37 secondes d'avance sur la Ford Escort d'Ari Vatanen. Derrière, la lutte pour la troisième place est très serrée entre la Saab de Stig Blomqvist, l'Opel d'Anders Kulläng et l'Escort de Pentti Airikkala. Blomqvist réalise le meilleur temps dans le secteur de Bjälverud et revient en seconde position à égalité avec Vatanen, mais ce dernier se montre le plus rapide dans la spéciale de Långjohanstorp et revient à 28 secondes de Mikkola. Le pilote Audi s'impose dans la dernière spéciale du jour, ralliant Karlstad avec 32 secondes d'avance sur Vatanen. La troisième place est toujours très disputée entre Airikkala et Blomqvist (qui a perdu un peu de temps à cause d'un tête-à-queue), séparés de deux petites secondes, qui devancent Kulläng, cinquième.
| Pos. | Pilote            | Copilote              | Voiture            | Groupe | Temps           | Écart        |
| ---- | ----------------- | --------------------- | ------------------ | ------ | --------------- | ------------ |
| 1    | Hannu Mikkola     | Arne Hertz            | Audi Quattro       | 4      | 1 h 03 min 41 s |              |
| 2    | Ari Vatanen       | David Richards        | Ford Escort RS1800 | 4      | 1 h 04 min 13 s | + 32 s       |
| 3    | Pentti Airikkala  | Risto Virtanen        | Ford Escort RS1800 | 4      | 1 h 04 min 51 s | + 1 min 10 s |
| 4    | Stig Blomqvist    | Björn Cederberg       | Saab 99 Turbo      | 2      | 1 h 04 min 53 s | + 1 min 12 s |
| 5    | Anders Kulläng    | Bruno Berglund        | Opel Ascona 400    | 4      | 1 h 05 min 05 s | + 1 min 24 s |
| 6    | Ola Strömberg     | Hansjöran Eriksson    | Saab 99 EMS        | 2      | 1 h 05 min 27 s | + 1 min 46 s |
| 7    | Per Eklund        | Ragnar Spjuth         | Porsche 911 SC     | 4      | 1 h 05 min 34 s | + 1 min 53 s |
| 8    | Björn Johansson   | Sven-Erik Andersson   | Opel Ascona 400    | 4      | 1 h 05 min 39 s | + 1 min 58 s |
| 9    | Bror Danielsson   | Ola Hellgren          | Ford Escort RS1800 | 4      | 1 h 05 min 53 s | + 2 min 12 s |
| 10   | Lasse Lampi       | Pentti Kuukkala       | Ford Escort RS1800 | 4      | 1 h 06 min 37 s | + 2 min 56 s |
| 11   | Kalle Grundel     | Leif Lindberg         | Saab 99 Turbo      | 2      | 1 h 07 min 06 s | + 3 min 25 s |
| 12   | Ingvar Carlsson   | Sven-Roine Hasselberg | BMW 320i           | 2      | 1 h 07 min 07 s | + 3 min 26 s |
| 13   | Kyösti Hämäläinen | Juhani Korhonen       | Ford Escort RS1800 | 2      | 1 h 07 min 11 s | + 3 min 30 s |
| 14   | Sören Nilsson     | Anders Olsson         | Datsun 160J PA10   | 2      | 1 h 07 min 56 s | + 4 min 15 s |
| 15   | Björn Sjunning    | Hans Andersson        | Opel Kadett GT/E   | 2      | 1 h 08 min 16 s | + 4 min 35 s |

### Deuxième étape
Les concurrents repartent de Karlstad le samedi, à partir de sept heures du matin. Comme la veille, Mikkola domine dans la plupart des secteurs sélectifs. Malgré quelques belles performances de Vatanen, le pilote Audi accroît régulièrement son avance et termine la journée avec un avantage de plus d'une minute et demie sur la meilleure Ford. Longtemps troisième, Blomqvist va perdre deux minutes en fin de journée, sa Saab ayant terminé le parcours sur trois roues. Le pilote suédois tombe à la sixième place, derrière Airikkala, Kulläng et Johansson. Plus tôt dans la journée, Per Eklund (Porsche) avait également perdu deux minutes, à cause d'une crevaison dans le secteur de Bäckelid. Parmi les abandons au cours de cette seconde étape, on note ceux de Bror Danielsson (pont arrière cassé sur son Escort), d'Ingvar Carlsson  qui a cassé la suspension arrière de sa BMW et de Kalle Grundel qui a cassé le turbo de sa Saab.
| Pos. | Pilote           | Copilote            | Voiture            | Groupe | Temps           | Écart         |
| ---- | ---------------- | ------------------- | ------------------ | ------ | --------------- | ------------- |
| 1    | Hannu Mikkola    | Arne Hertz          | Audi Quattro       | 4      | 2 h 43 min 23 s |               |
| 2    | Ari Vatanen      | David Richards      | Ford Escort RS1800 | 4      | 2 h 45 min 04 s | + 1 min 41 s  |
| 3    | Pentti Airikkala | Risto Virtanen      | Ford Escort RS1800 | 4      | 2 h 47 min 07 s | + 3 min 44 s  |
| 4    | Anders Kulläng   | Bruno Berglund      | Opel Ascona 400    | 4      | 2 h 47 min 17 s | + 3 min 54 s  |
| 5    | Björn Johansson  | Sven-Erik Andersson | Opel Ascona 400    | 4      | 2 h 48 min 13 s | + 4 min 50 s  |
| 6    | Stig Blomqvist   | Björn Cederberg     | Saab 99 Turbo      | 2      | 2 h 48 min 38 s | + 5 min 15 s  |
| 7    | Ola Strömberg    | Hansjöran Eriksson  | Saab 99 EMS        | 2      | 2 h 49 min 01 s | + 5 min 38 s  |
| 8    | Lasse Lampi      | Pentti Kuukkala     | Ford Escort RS1800 | 4      | 2 h 50 min 08 s | + 6 min 45 s  |
| 9    | Per Eklund       | Ragnar Spjuth       | Porsche 911 SC     | 4      | 2 h 52 min 58 s | + 9 min 35 s  |
| 10   | Björn Sjunning   | Hans Andersson      | Opel Kadett GT/E   | 2      | 2 h 55 min 47 s | + 12 min 24 s |

### Troisième étape
La dernière étape, relativement courte, ne comporte que six épreuves spéciales. Elle se déroule principalement de nuit, les premières voitures s'élançant de Karlstad le dimanche à une heure du matin. Aucun incident ne vient entraver la course des équipages de tête. Mikkola se contente de maintenir son avance sur Vatanen et remporte la victoire avec une marge inférieure à deux minutes. C'est la première fois qu'un pilote étranger remporte le Rallye de Suède. Airikkala grimpe sur la troisième marche du podium, devant Kulläng, premier pilote local, et Blomqvist, vainqueur du groupe 2, qui est rapidement parvenu à repasser devant Johansson mais échoue à vingt-cinq secondes de la quatrième place.

### Classements intermédiaires
Classements intermédiaires des pilotes après chaque épreuve spéciale

### Classement général

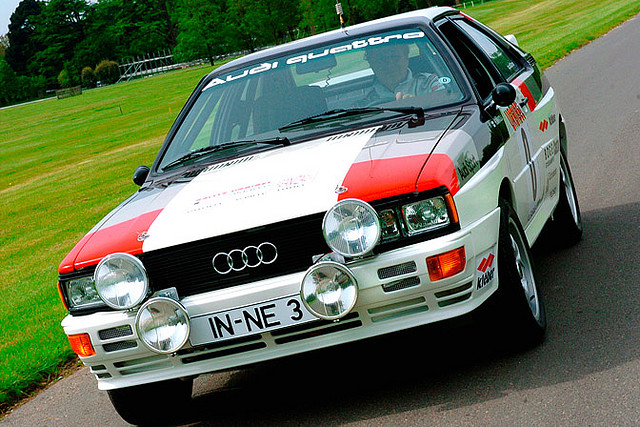
Première victoire en championnat du monde pour l'Audi Quattro, aux mains de Mikkola.

| Pos | No | Pilote           | Copilote            | Voiture            | Temps           | Écart         | Groupe |
| --- | -- | ---------------- | ------------------- | ------------------ | --------------- | ------------- | ------ |
| 1   | 2  | Hannu Mikkola    | Arne Hertz          | Audi Quattro       | 3 h 48 min 07 s |               | 4      |
| 2   | 4  | Ari Vatanen      | David Richards      | Ford Escort RS1800 | 3 h 50 min 00 s | + 1 min 53 s  | 4      |
| 3   | 8  | Pentti Airikkala | Risto Virtanen      | Ford Escort RS1800 | 3 h 51 min 47 s | + 3 min 40 s  | 4      |
| 4   | 1  | Anders Kulläng   | Bruno Berglund      | Opel Ascona 400    | 3 h 53 min 12 s | + 5 min 05 s  | 4      |
| 5   | 3  | Stig Blomqvist   | Björn Cederberg     | Saab 99 Turbo      | 3 h 53 min 37 s | + 5 min 30 s  | 2      |
| 6   | 7  | Björn Johansson  | Sven-Erik Andersson | Opel Ascona 400    | 3 h 54 min 38 s | + 6 min 31 s  | 4      |
| 7   | 9  | Lasse Lampi      | Pentti Kuukkala     | Ford Escort RS1800 | 3 h 57 min 26 s | + 9 min 19 s  | 4      |
| 8   | 12 | Ola Strömberg    | Hansjöran Eriksson  | Saab 99 EMS        | 4 h 00 min 31 s | + 12 min 24 s | 2      |
| 9   | 5  | Per Eklund       | Ragnar Spjuth       | Porsche 911 SC     | 4 h 00 min 39 s | + 12 min 32 s | 4      |
| 10  | 29 | Sören Nilsson    | Anders Olsson       | Datsun 160J PA10   | 4 h 04 min 04 s | + 15 min 57 s | 2      |

### Équipages de tête
- ES1 à ES25 :  Hannu Mikkola -  Arne Hertz (Audi Quattro)

### Vainqueurs d'épreuves spéciales
- Hannu Mikkola -  Arne Hertz (Audi Quattro) : 15 spéciales (ES 1 à 4, 7, 10 à 12, 14 à 18, 23, 24)
- Ari Vatanen -  David Richards (Ford Escort RS1800) : 5 spéciales (ES 6, 8, 9, 13, 25)
- Pentti Airikkala -  Risto Virtanen (Ford Escort RS1800) : 3 spéciales (ES 20 à 22)
- Stig Blomqvist -  Björn Cederberg (Saab 99 Turbo) : 1 spéciale (ES 5)
- Björn Johansson -  Sven-Erik Andersson (Opel Ascona 400) : 1 spéciale (ES 19)
- Ola Strömberg -  Hansjöran Eriksson (Saab 99 EMS) : 1 spéciale (ES 19)

## Résultats des principaux engagés
| No | Pilote            | Copilote              | Voiture              | Groupe | Classement général                            | Class. groupe |
| -- | ----------------- | --------------------- | -------------------- | ------ | --------------------------------------------- | ------------- |
| 1  | Anders Kulläng    | Bruno Berglund        | Opel Ascona 400      | 4      | 4e à 5 min 05 s                               | 4e            |
| 2  | Hannu Mikkola     | Arne Hertz            | Audi Quattro         | 4      | 1er                                           | 1er           |
| 3  | Stig Blomqvist    | Björn Cederberg       | Saab 99 Turbo        | 2      | 5e à 5 min 30 s                               | 1er           |
| 4  | Ari Vatanen       | David Richards        | Ford Escort RS1800   | 4      | 2e à 1 min 53 s                               | 2e            |
| 5  | Per Eklund        | Ragnar Spjuth         | Porsche 911 SC       | 4      | 9e à 12 min 32 s                              | 7e            |
| 6  | Henri Toivonen    | Fred Gallagher        | Talbot Sunbeam Lotus | 2      | Forfait                                       |               |
| 7  | Björn Johansson   | Sven-Erik Andersson   | Opel Ascona 400      | 4      | 6e à 6 min 31 s                               | 5e            |
| 8  | Pentti Airikkala  | Risto Virtanen        | Ford Escort RS1800   | 4      | 3e à 3 min 40 s                               | 3e            |
| 9  | Lasse Lampi       | Pentti Kuukkala       | Ford Escort RS1800   | 4      | 7e à 9 min 19 s                               | 6e            |
| 10 | Ingvar Carlsson   | Sven-Roine Hasselberg | BMW 320i             | 2      | ab. dans la 19e spéciale (suspension arrière) | -             |
| 11 | Kyösti Hämäläinen | Juhani Korhonen       | Ford Escort RS1800   | 2      | ab. dans la 19e spéciale (sortie de route)    | -             |
| 12 | Ola Strömberg     | Hansjöran Eriksson    | Saab 99 EMS          | 2      | 8e à 12 min 24 s                              | 2e            |
| 16 | Bror Danielsson   | Ola Hellgren          | Ford Escort RS1800   | 4      | ab. dans la 17e spéciale (pont arrière)       | -             |
| 25 | Kalle Grundel     | Leif Lindberg         | Saab 99 Turbo        | 2      | ab. dans la 12e spéciale (turbo)              | -             |
| 29 | Sören Nilsson     | Anders Olsson         | Datsun 160J PA10     | 2      | 10e à 15 min 57 s                             | 3e            |
| 31 | Björn Sjunning    | Hans Andersson        | Opel Kadett GT/E     | 2      | 11e à 16 min 06 s                             | 4e            |
| 32 | Mats Jonsson      | Sven-Olov Kvarnlöv    | Volvo 142            | 2      | 12e à 17 min 26 s                             | 5e            |

## Classements des championnats à l'issue de la course

### Classement provisoire du championnat du monde (pilotes)
- attribution des points : 20, 15, 12, 10, 8, 6, 4, 3, 2, 1 respectivement aux dix premiers de chaque épreuve.
- seuls les sept meilleurs résultats (sur douze épreuves) sont retenus pour le décompte final des points.

| Pos. | Pilote           | Marque  | Points | M-C | SUE | POR | SAF | COR | ACR | ARG | BRE | FIN | SAN | CIV | RAC |
| ---- | ---------------- | ------- | ------ | --- | --- | --- | --- | --- | --- | --- | --- | --- | --- | --- | --- |
| 1    | Jean Ragnotti    | Renault | 20     | 20  | -   |     |     |     |     |     |     |     |     |     |     |
| 1=   | Hannu Mikkola    | Audi    | 20     | -   | 20  |     |     |     |     |     |     |     |     |     |     |
| 1=   | Anders Kulläng   | Opel    | 20     | 10  | 10  |     |     |     |     |     |     |     |     |     |     |
| 4    | Guy Fréquelin    | Talbot  | 15     | 15  | -   |     |     |     |     |     |     |     |     |     |     |
| 4=   | Ari Vatanen      | Ford    | 15     | -   | 15  |     |     |     |     |     |     |     |     |     |     |
| 6    | Jochi Kleint     | Opel    | 12     | 12  | -   |     |     |     |     |     |     |     |     |     |     |
| 6=   | Pentti Airikkala | Ford    | 12     | -   | 12  |     |     |     |     |     |     |     |     |     |     |
| 8    | Henri Toivonen   | Talbot  | 8      | 8   | -   |     |     |     |     |     |     |     |     |     |     |
| 8=   | Stig Blomqvist   | Saab    | 8      | -   | 8   |     |     |     |     |     |     |     |     |     |     |
| 10   | Bernard Darniche | Lancia  | 6      | 6   | -   |     |     |     |     |     |     |     |     |     |     |
| 10=  | Björn Johansson  | Opel    | 6      | -   | 6   |     |     |     |     |     |     |     |     |     |     |
| 12   | Markku Alén      | Fiat    | 4      | 4   | -   |     |     |     |     |     |     |     |     |     |     |
| 12=  | Lasse Lampi      | Ford    | 4      | -   | 4   |     |     |     |     |     |     |     |     |     |     |
| 14   | Björn Waldegård  | Ford    | 3      | 3   | -   |     |     |     |     |     |     |     |     |     |     |
| 14=  | Ola Strömberg    | Saab    | 3      | -   | 3   |     |     |     |     |     |     |     |     |     |     |
| 16   | Jacques Alméras  | Porsche | 2      | 2   | -   |     |     |     |     |     |     |     |     |     |     |
| 16=  | Per Eklund       | Porsche | 2      | -   | 2   |     |     |     |     |     |     |     |     |     |     |
| 18   | Alain Coppier    | Renault | 1      | 1   | -   |     |     |     |     |     |     |     |     |     |     |
| 18=  | Sören Nilsson    | Datsun  | 1      | -   | 1   |     |     |     |     |     |     |     |     |     |     |

### Classement provisoire du championnat d'Europe
- attribution des points : 20, 15, 12, 10, 8, 6, 4, 3, 2, 1 respectivement aux dix premiers de chaque manche, auxquels sont appliqués des coefficients pouvant aller de un à quatre en fonction de l'importance des épreuves.

| Pos. | Pilote           | Marque   | Points |
| ---- | ---------------- | -------- | ------ |
| 1    | Hannu Mikkola    | Audi     | 80     |
| 2    | Ari Vatanen      | Ford     | 60     |
| 3    | Pentti Airikkala | Ford     | 48     |
| 4    | Franz Wittmann   | Audi     | 40     |
| 4=   | Ger Buckley      | Vauxhall | 40     |
| 4=   | Patrick Snijers  | Ford     | 40     |
| 4=   | Anders Kulläng   | Opel     | 40     |
| 8    | Stig Blomqvist   | Saab     | 32     |
| 9    | John Haugland    | Škoda    | 30     |
| 9=   | Jimmy McRae      | Opel     | 30     |
| 9=   | Marc Duez        | Porsche  | 30     |

- Épreuves disputées : Rallye Jänner (coefficient 2), Rallye Arctique (coefficient 1), Rallye Galway (coefficient 2), Boucles de Spa (coefficient 2) et Rallye de Suède (coefficient 4)